# Diözese von Plewen

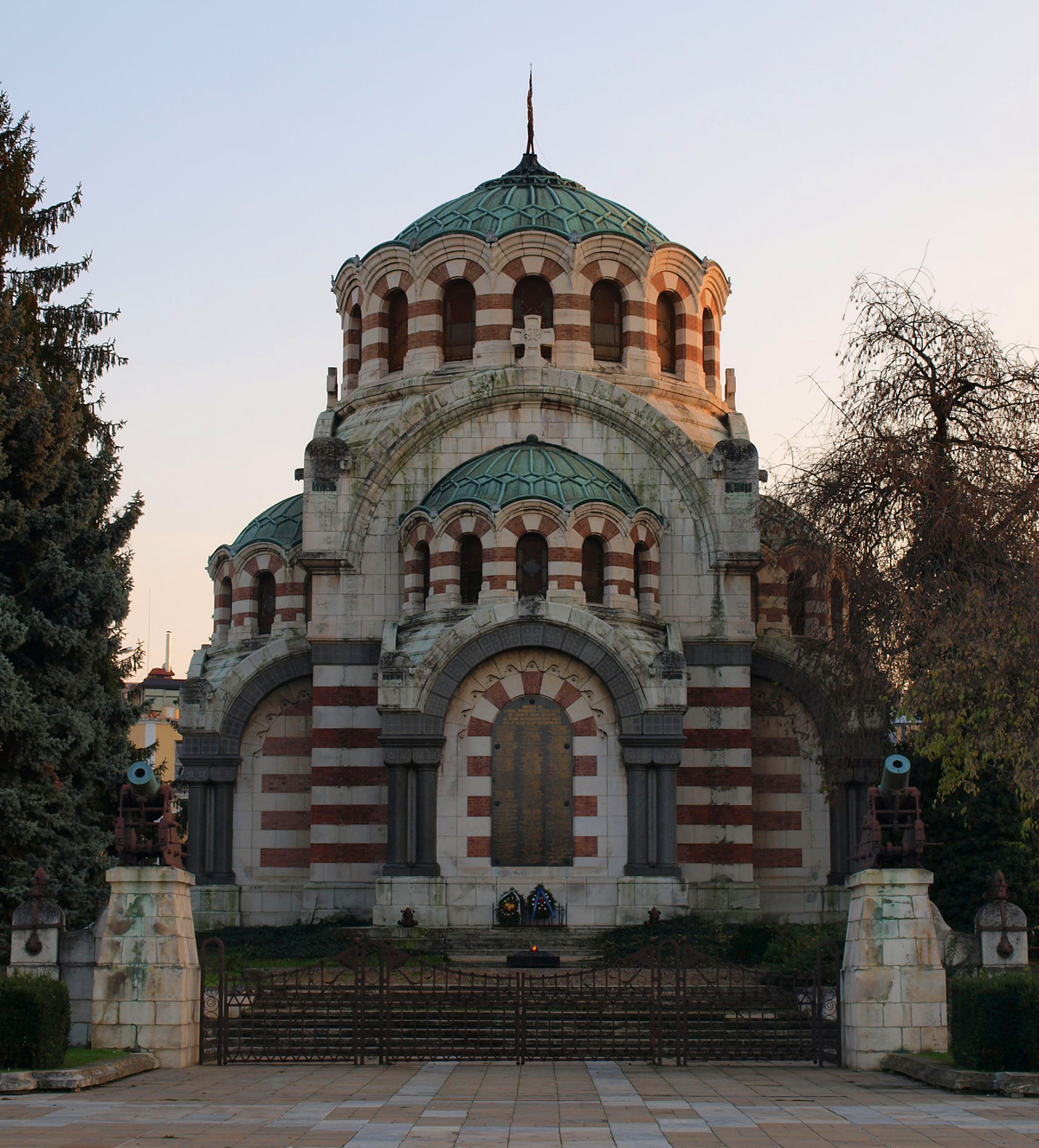
Die Hl. Georg-Kirche in Plewen

Die Diözese von Plewen (bulgarisch Плевенска епархия/Plewenska Eparchija) ist eine Eparchie (Diözese) der Bulgarisch-Orthodoxen Kirche mit Sitz in Plewen. Die Diözese ist eine der kleinsten in Bulgarien und teilt sich heute in zwei Okolii: Plewen und Lukowit. Die Eparchie wurde 1998 geschaffen.

## Metropoliten
- Ignatij (2007–)

## Wichtige Kirchenbauten
- Die Kirche Hl. Georg in Plewen